# El cielo puede esperar (película)
Heaven Can Wait, conocida en castellano como El Cielo puede esperar, es una película de 1978 dirigida por Warren Beatty y Buck Henry. El guion fue escrito por Elaine May, Warren Beatty y Robert Towne de la cinta original homónima de Alexander Hall.

## Trama
Joe Pendleton (Warren Beatty) es un famoso quaterback de Los Angeles Rams, que prepara su partido del Superbowl. Cuando viajaba por carretera con su bicicleta entra en un túnel y sufre un accidente con un camión. Un ángel le sustrae el alma al cuerpo antes de certificar la muerte de Pendleton. Como causa del error, Pendleton se reencarna en diferentes personas hasta que encuentre su nuevo cuerpo físico. 

## Premios Óscar
| Categoría                   | Nominado                                   | Resultado |
| --------------------------- | ------------------------------------------ | --------- |
| Mejor película              | Mejor película                             | Candidato |
| Mejor director              | Warren Beatty Buck Henry                   | Candidato |
| Mejor actor                 | Warren Beatty                              | Candidato |
| Mejor actriz de reparto     | Dyan Cannon                                | Candidato |
| Mejor actor de reparto      | Jack Warden                                | Candidato |
| Mejor banda sonora original | Dave Grusin                                | Candidato |
| Mejor mejor fotografía      | William A. Fraker                          | Candidato |
| Mejor dirección artística   | Paul Sylbert Edwin O'Donovan George Gaines | Ganador   |
| Mejor guion adaptado        | Warren Beatty Elaine May                   | Candidato |

## Versiones
- Hubo una versión muy parecida en el 2001 llamada Down to Earth (De vuelta a la Tierra en español) con Chris Rock y Regina King como protagonistas.
- En México se usó de inspiración para la telenovela llamada Cachito de Cielo, con Maite Perroni y Pedro Fernández de protagonistas.

- Datos: Q637180